# Amine Farhane
Amine Farhane (en arabe : أمين فرحان), né le 23 mars 1998 à Akka, est un footballeur marocain. Il évolue au poste de défenseur central a Al Nasr Benghazi en Championnat de Libye .

## Biographie

### En club
Le 30 novembre 2020, Amine Farhane signe un contrat de trois ans au Wydad Casablanca.
Le 3 avril 2021, il dispute son premier match avec le Wydad Casablanca en Ligue des champions contre Kaizer Chiefs (défaite, 1-0). 
Le 26 février 2022, il inscrit son premier but avec le Wydad en Ligue des champions contre le Zamalek SC (victoire, 3-1). Le 30 mai 2022, il est titularisé contre Al Ahly en finale de la Ligue des champions de la CAF et remporte la compétition grâce à une victoire de 2-0 au Stade Mohammed-V,,,. Le 28 juillet 2022, il est titularisé et atteint la finale de la Coupe du Maroc après une défaite sur séance de penaltys face à la RS Berkane (match nul, 0-0).
Deluis septembre 2024 , il joue sous les couleurs du Al Nasr Benghazi en championnat Libyen   

## Palmarès
Wydad Casablanca
- Championnat du Maroc (2) : 
  - Champion : 2021, 2022.

- Ligue des champions de la CAF (1) :
  - Champion : 2021-22.
  - Finaliste : 2023
- Coupe du Maroc
  - Finaliste : 2021 (2022)
- Ligue africaine de football
  - Finaliste : 2023